# Jürgen Werner (Autor)
Jürgen Werner (* 31. Oktober 1963 in Stuttgart) ist ein deutscher Drehbuchautor.

## Leben
Jürgen Werner hat ursprünglich eine Ausbildung zum Fernmeldeelektroniker abgeschlossen, machte dann auf dem zweiten Bildungsweg sein Abitur und studierte Luft- und Raumfahrttechnik. Während dieser Zeit arbeitete er nebenher in einer Buchhandlung, wo er erstmals mit der Materie des Schreibens in Berührung kam. Er begann zusammen mit einem Freund Drehbücher zu schreiben, welche jedoch allesamt abgelehnt wurden. Trotzdem wurde er vom ZDF in die Autorenförderung aufgenommen. Danach arbeitete er bei Sat.1 als Assistent des Script-Editors bei der Soap So ist das Leben! Die Wagenfelds. Nach dieser Aufgabe hat er sich dann über den Script-Editor und den Dialog-Editor zum Dramaturgen und Autor weiterentwickelt.
Zu seinen größten Erfolgen gehören die Serie Forsthaus Falkenau sowie diverse Folgen der Reihen Tatort, Das Traumschiff, Kreuzfahrt ins Glück und Der Bozen-Krimi. Er ist der Schöpfer des Dortmunder Tatort-Teams, das es seit 2012 gibt und zu deren ersten fünf Folgen er das Drehbuch verfasste.

## Filmografie (Auswahl)
- 1996: Marienhof (Fernsehserie, vier Folgen)
- 1997–2002: Für alle Fälle Stefanie (Fernsehserie, 13 Folgen)
- 1998–2007: Schloss Einstein (Fernsehserie, 33 Folgen)
- 2000: Der Runner
- 2000–2001: Samt und Seide (Fernsehserie, 13 Folgen)
- 2003–2012: Forsthaus Falkenau (Fernsehserie, 118 Folgen)
- 2007–2010: Unsere Farm in Irland (Fernsehserie, acht Folgen)
- 2007–2012: Kreuzfahrt ins Glück (Fernsehserie, acht Folgen)
- 2008: Tatort: Verdammt (Fernsehreihe)
- 2008: Schimanski: Schicht im Schacht (Fernsehreihe)
- 2010: Zivilcourage (Fernsehfilm)
- 2010: Tatort: Spargelzeit
- 2010: Tatort: Schmale Schultern
- 2010: Tatort: Hauch des Todes
- 2010: Tatort: Klassentreffen
- 2010: Masserberg (Fernsehfilm)
- 2011: Herzflimmern – Liebe zum Leben (Fernsehserie, fünf Folgen)
- 2011: Bloch: Inschallah (Fernsehreihe)
- 2012–2013: Heiter bis tödlich: Alles Klara (Fernsehserie, 14 Folgen)
- 2012: Der Bergdoktor (Fernsehserie, zwei Folgen)
- 2012: Tatort: Kinderland
- 2012: Tatort: Ihr Kinderlein kommet
- 2012: Tatort: Alter Ego
- 2012: Tatort: Mein Revier
- 2013: Tod an der Ostsee (Fernsehfilm)
- 2013: Schimanski: Loverboy
- 2013: Tatort: Eine andere Welt
- 2013: Das Traumschiff: Malaysia
- 2014: Tatort: Franziska
- 2014: Das Traumschiff: Perth (Fernsehreihe)
- 2014: Tatort: Auf ewig Dein
- 2014–2021: Um Himmels Willen (Fernsehserie, 58 Folgen)
- 2015: Tatort: Hydra
- 2015: Tatort: Freddy tanzt
- 2015: Tatort: Kollaps
- 2015: Das Traumschiff: Macau
- 2015: Der Bozen-Krimi: Wer ohne Spuren geht (Fernsehreihe)
- 2016: Der Bozen-Krimi: Das fünfte Gebot
- 2016: Der Bozen-Krimi – Herz-Jesu-Blut
- 2016: Das Traumschiff: Cook Islands
- 2016: Tatort: Kartenhaus
- 2016: Tatort: Zahltag
- 2016: Das Traumschiff: Palau
- 2016: Liebe bis in den Mord
- 2017: Der Bozen-Krimi – Am Abgrund
- 2017: Tatort: Wacht am Rhein
- 2017: Tatort: Tanzmariechen
- 2018: Tatort: Tollwut
- 2018: Inga Lindström – Das Geheimnis der Nordquists
- 2019: Das Traumschiff: Japan
- 2019: Tatort: Zorn
- 2020: Tatort: Monster
- 2020: Tatort: Niemals ohne mich
- 2021: Tatort: Heile Welt
- 2021: Tatort: Wie alle anderen auch
- 2022: Das Traumschiff: Namibia
- 2022: Tatort: Liebe mich!
- 2022: Das Traumschiff: Mauritius
- 2022: Der Kommissar und der See – Liebeswahn (Fernsehreihe)
- 2022: Das Traumschiff: Coco Island
- 2022: Tatort: Du bleibst hier
- 2023: Das Traumschiff: Vancouver
- 2023: Tatort: Aus dem Dunkel
- 2023: Das Traumschiff: Utah
- 2024: Das Traumschiff: Usantara
- 2024: Das Traumschiff: Hudson Valley
- 2025: Tatort: Abstellgleis

## Auszeichnungen
- 2011: Grimme-Preis – Publikumspreis der Marler Gruppe für Zivilcourage (zusammen mit Dror Zahavi, Götz George und Carolyn Genzkow)[5]
- 2011: Deutscher Civis Fernsehpreis im Bereich Unterhaltung für Zivilcourage
- 2015: Deutscher Fernsehkrimipreis für das beste Drehbuch in Tatort: Hydra